# Karl Bielmeier
Karl Bielmeier (* 8. Mai 1915 in Mannheim; † 11. Dezember 1941 in Russland) war ein deutscher Fußballspieler. Mit dem SV Waldhof Mannheim gewann der Offensivspieler in der Gauliga Baden in den Jahren 1934, 1936, 1937 und 1940 viermal die Badische Meisterschaft und war am Einzug in das Finale um den Tschammerpokal 1939 beteiligt. Der Halbstürmer im damaligen WM-System hat von 1934 bis 1940 in 89 Gauligaeinsätzen 54 Tore für die Blau-Schwarzen vom Waldhof erzielt.

## Karriere
Der auf dem Waldhof geborene und aufgewachsene „Billes“ Bielmeier wird erstmals in der Dokumentation von Gerhard Zeilinger über den Mannheimer Fußball im Jahr 1928 als Schülerspieler des SV Waldhof erwähnt. Am „Tag der Jugend in Mannheim“ wurde auch ein C-Jugendspiel zwischen Mannheim Nord und Mannheim Süd ausgetragen. Beim 3:1-Erfolg der Nordformation spielte Bielmeier im Angriff und Ernst Heermann vom FC Phönix als rechter Läufer. Noch 18-jährig kam das Waldhoftalent am 4. März 1934 erstmals in der Gauliga Baden zum Einsatz. Die Blau-Schwarzen gewannen das Heimspiel gegen den VfB Mühlburg aus Karlsruhe mit 2:1 und der Debütant hatte an der Seite von Sturmführer Otto Siffling und Heermann sogleich einen Treffer erzielt. Es folgten noch zwei weitere Einsätze gegen den VfR Mannheim (2:2) und das 3:0 gegen den SC Freiburg, wo er wiederum einen Treffer erzielte. In der Debütrunde der Gauliga 1933/34 kam er auf drei Einsätze und erzielte beim Gewinn des Meistertitels zwei Tore. In der Endrunde um die deutsche Fußballmeisterschaft wurde der Nachwuchsspieler lediglich im Gruppenspiel gegen Union Böckingen zum Einsatz gebracht. Beim 6:0-Heimerfolg erzielte er auf Halbrechts zwei Tore.
Von 1933 bis 1940 bestritt er in der Gauliga Baden, in einer von zunächst 16, später 23 Gauligen zur Zeit des Nationalsozialismus als einheitlich höchste Spielklasse im Deutschen Reich, 89 Punktspiele und erzielte für Waldhof 54 Tore. Seine Leistungen führten den blonden, untersetzten Angreifer aus der „Waldhofschule“ bereits am 3. Juni 1934 in die badische Gauauswahl. In Pforzheim setzte sich Baden mit 4:0 gegen die Südwestauswahl durch und Bielmeier war dabei auf Halblinks aktiv, Heermann als rechter Außenläufer und der Lokalmatador Erich Fischer erzielte auf Rechtsaußen drei Treffer.
In der Gauligasaison 1934/35 – Waldhof belegte den vierten Rang und Bielmeier hatte in elf Ligaspielen drei Tore erzielt – ragten die Spiele um den Tschammerpokal heraus. Nach Erfolgen gegen Eintracht Kreuznach (6:1, ein Tor), Wormatia Worms (5:1, zwei Tore), einem 3:0-Auswärtserfolg, wiederum mit einem Bielmeier-Treffer, gegen Fortuna Düsseldorf, den deutschen Meister des Jahres 1933, im Achtelfinale, einem 1:0-Heimerfolg im Viertelfinale gegen die Dresdner Sportfreunde, wurde der Erfolgszug erst im Halbfinale am 24. November 1935 beim späteren Pokalsieger (2:0 gegen Schalke 04) 1. FC Nürnberg mit einer 0:1-Niederlage abgestoppt. In den nächsten zwei Runden 1935/36 und 1936/37 folgten in Baden zwei Meistertitel; Bielmeier hatte lediglich ein Gauligaspiel verpasst und in diesen zwei Spielzeiten 23 Tore für Waldhof erzielt.
In den Spielen um die deutsche Fußballmeisterschaft 1935/36 und 1936/37 belegte er mit Waldhof jeweils den dritten Gruppenplatz, wobei er mit seinen Mannschaftskameraden 1937 gegen den amtierenden deutschen Meister 1. FC Nürnberg anzutreten hatte. Im Tschammerpokal 1937 führte der Weg bis in das Halbfinale, welches am 5. Dezember 1937 beim FC Schalke 04 vor 37.000 Zuschauern mit 1:2 verloren wurde. Schalke setzte sich im Finale auch mit 2:1 gegen Fortuna Düsseldorf durch. Im folgenden Jahr 1938 scheiterte Waldhof am 27. November im Viertelfinale mit 2:3 im Heimspiel vor 25.000 Zuschauern gegen den späteren Pokalsieger Rapid Wien mit deren Angreifern Franz Binder und Georg Schors. Als 1939 der Einzug in das Finale im Tschammerpokal gelang, war „Billes“ Bielmeier aber durch kriegsbedingte Umstände lediglich bei den zwei Erfolgen gegen Admira Wien (1:0) und Eintracht Frankfurt (1:0 n. V.) in den ersten zwei Hauptrunden als rechter Halbstürmer im Einsatz, wobei jeweils Mittelstürmer Josef Erb den Siegtreffer erzielte, sowie am ersten Halbfinalspiel am 31. März 1940 in Mannheim gegen den SC Wacker Wien. Das Spiel endete vor 25.000 Zuschauern mit 1:1 nach Verlängerung und die zwei Kontrahenten traten noch zweimal an, um den Finalisten zu ermitteln: Beide weiteren Spiele endeten ebenfalls unentschieden und Waldhof kam durch Losentscheid in das Endspiel. Dort, wie auch an den zwei weiteren Halbfinalspielen, konnte Bielmeier nicht mehr teilnehmen.
Sein letztes Pflichtspiel für Waldhof bestritt der einsatzfreudige Halbstürmer am 21. April 1940 in der badischen Endrunde im Heimspiel gegen den VfR Achern (10:1), wo er zwei Treffer zum Gewinn der badischen Meisterschaft beisteuerte. An den Endrundenspielen um die deutsche Fußballmeisterschaft 1940 konnte er nicht mehr teilnehmen.
Für die badische Gauauswahl war Bielmeier dreimal aufgelaufen: Am 3. Juni 1934 gegen den Südwesten (4:0), am 21. März 1937 in Dijon gegen eine Burgundauswahl (3:2, zwei Tore) und am 18. Dezember 1938 in Wien gegen die Ostmark bei einer 1:4-Niederlage mit einem Team um Franz Binder und Wilhelm Hahnemann. In Wien war er an der Seite von August Klingler und Karl Striebinger im Angriff aufgelaufen.
Zusammen mit Ernst Heermann hatte es Bielmeier im Mai 1941 nach Berlin verschlagen, wo sie sich nach ihrer Rückkehr vom Balkanfeldzug als Kriegsgastspieler dem SV Blau-Weiß Berlin anschlossen. Am 22. März 1942, im Spiel des SV Waldhof gegen den VfB Mühlburg, wehten die Fahnen auf halbmast, und die Waldhof-Elf trug Trauerflor zum Andenken an zwei ihrer Besten – Karl Bielmeier und Ernst Heermann.

## Erfolge
- Tschammerpokal-Finalist 1939
- Gaumeister Baden 1934, 1936, 1937, 1939, 1940
- Gaumeister Nordbaden 1940